# Anna Cope Hartshorne
Anna Cope Hartshorne (8 de enero de 1860 – 2 de octubre de 1957) fue una educadora y escritora estadounidense radicada en Japón. Miembro de una prominente familia cuáquera de Filadelfia, fue fundadora y miembro de la facultad de la Universidad de Tsuda, con su amiga cercana Tsuda Umeko.

## Primeros años y educación
Hartshorne nació en Germantown, Pensilvania, hija de Henry Hartshorne y Mary Elizabeth Brown Hartshorne. El filósofo Charles Hartshorne y el geógrafo Richard Hartshorne eran sus primos. Su padre, un médico cuáquero, era un defensor de la salud pública y la educación superior de las mujeres, y un misionero médico en Japón. Asistió al Bryn Mawr College, donde ella y Tsuda Umeko se hicieron amigas.

## Carrera
Hartshorne enseñó literatura inglesa en la Friends' School de Tokio en la década de 1890. Ayudó a recaudar fondos para abrir el Joshi Eigaku Juku —Instituto de Mujeres de Estudios Ingleses— en 1900, que fue precursor de la Universidad de Tsuda. Enseñó en la escuela Tsuda desde 1902 hasta 1940, como voluntaria. Cuando el gran terremoto de Kantō de 1923 destruyó el campus de la escuela, viajó por los Estados Unidos para recaudar dinero para reconstruirlo y supervisó la reconstrucción después de la muerte de Umeko en 1930. En 1931, viajó nuevamente a Estados Unidos, para agradecer a los donantes, recaudar más fondos e informar sobre el progreso de la escuela. Informó sobre la reapertura de la escuela en otra visita a su país natal en 1937.
Hartshorne escribió Japan and Her People (1902, 2 vol.)  y A Reading Journey Through Japan (1904). También diseñó la portada estadounidense de Bushido: The Soul of Japan (1900) de Nitobe Inazō.

## Vida privada
Hartshorne dejó Japón en 1940, posiblemente con la intención de regresar, pero la Segunda Guerra Mundial causó que se quedara permanentemente en Estados Unidos. Falleció en Filadelfia en 1957, a la edad de 97 años. La sala principal de la Universidad de Tsuda lleva el nombre de Hartshorne. Sus papeles están con los de su padre y su abuelo, en la biblioteca del Haverford College.